# Locri Epizefiri
(Platone. Timeo, II, traduzione di Francesco Acri)
Locri Epizefiri (in greco antico: Λοκροὶ Επιζεφύριοι?, Lokroi Epizephyrioi) fu una città della Magna Grecia, fondata sul mar Ionio, nel VII secolo a.C., da greci provenienti dalla Locride.
Locri Epizefiri fu l'ultima delle colonie greche fondate sul territorio dell'attuale Calabria. I coloni, giunti all'inizio del VII secolo a.C., si stabilirono inizialmente presso lo Zephyrion Acra (Capo Zefirio), oggi Capo Bruzzano, e solo più tardi si insediarono pochi chilometri a nord della città storica conservando però l'appellativo di Epizephyrioi, che significa appunto "attorno a Zephyrio".

## Storia
Scrive il geografo greco Strabone su Locri Epizefiri:

Segue poi la città detta Locri Epizefiri, che fu colonizzata da quei Locresi che stanno sul golfo di Crisa, condotti qui da Evante, poco dopo la fondazione di Crotone e Siracusa. Eforo, perciò, non è nel giusto quando afferma che si tratta di una colonia dei Locresi Opunzi. Questi coloni, dunque, abitarono per tre o quattro anni presso lo Zefirio e c'è là una fonte, chiamata Locria, dove i Locresi posero il loro accampamento. Poi trasferirono la loro città, con l'aiuto dei Siracusani. Da Rhegion a Locri vi sono 600 stadi; la città sorge sul pendio di un colle detto Epopis.»
(Strabone, Geografia, VI, 1, 7C259)
Le fonti riguardo alla fondazione di Locri Epizefiri sono quindi discordanti. Secondo il passo di Strabone, qui riportato, la città fu fondata dai Locresi del golfo di Crisa, guidati dall'ecista Evante. Altre fonti, tra cui Polibio, dicono che i coloni sarebbero venuti dalla Locride Opunzia (Locride orientale) di fronte all'isola Eubea, e questa testimonianza è confermata da Eforo, con cui polemizza Strabone, e da Virgilio, che chiamò i fondatori della colonia Narici.
Altre testimonianze parlano di una provenienza dalla Locride Ozolia, sul golfo di Corinto.
Per quel che concerne la cronologia della fondazione della colonia, Pausania e Polibio la collegano alla prima guerra messenica, in una data quindi molto alta rispetto al quadro generale della grecizzazione del golfo ionico. Eusebio di Cesarea nelle Cronache indica il 673 a.C., e Girolamo, che curò la traduzione latina dell'opera di Eusebio scritta in lingua armena, colloca l'avvenimento nel 679 a.C. Secondo Strabone essa seguì di poco quella di Siracusa (734 a.C.) e di Crotone (710 a.C.), dunque sarebbe avvenuta alla fine dell'VIII secolo a.C..
Aristotele sostiene che i fondatori fossero dei servi fuggiti con le mogli dei loro padroni, impegnati con Sparta nella guerra contro i Messeni. Tale asserzione, negata più tardi da Timeo, fu confermata da Polibio che raccolse le testimonianze dirette dei discendenti locresi.
Pausania, dal canto suo, ha respinto la tesi della fondazione della colonia da parte di servi fuggiti, con tutta una serie di motivazioni ben argomentate.
Innanzitutto riferisce della tradizionale leggenda Locrese riguardo ad una spedizione ufficialmente inviata da Sparta, ai tempi del re Polidoro, per partecipare alla fondazione della colonia, in netto contrasto quindi con l'idea di una fuga di servi.
In secondo luogo, Pausania evidenzia molti punti di contatto tra Locri e Sparta relativi all'aspetto religioso: il culto di Persefone era fondamentale nella società Locrese, così come a Sparta; allo stesso modo erano importanti per Locri e Crotone i culti di Achille, Eaco e Tetide, provenienti da Sparta, da cui derivò la genealogia di Locro fratello di Crotone; e, altro importante elemento, la richiesta da parte dei Locresi a Sparta, prima della battaglia della Sagra, di un aiuto militare.
Aiuto che, concretizzatosi in modo pressoché simbolico con l'invio di un ristretto manipolo di soldati, diede origine al culto dei Dioscuri, i quali si sarebbero materializzati sul campo di battaglia prendendovi parte attiva.
Tutti questi dettagli sembrano quindi invalidare l'idea di Polibio, restituendo valore a quella di Timeo.

Tra gli studiosi ha preso piede l'idea che questi spostamenti dalla Grecia fossero inizialmente occasionali, da parte di mercanti, esploratori e pirati, in un periodo di "pre-colonizzazione" compreso tra la fine del IX e l'inizio del VIII secolo a.C., prima quindi del periodo di vera e propria colonizzazione successiva.
Questo rende, se non plausibile, quantomeno ipotizzabile l'idea della fondazione di Locri da parte di una spedizione di coloni, accompagnati da soldati spartani od addirittura da pirati, assoldati come mercenari da Sparta che a causa della prima guerra messenica, probabilmente avrebbe ritenuto più prudente questa soluzione che non distrarre delle forze militari dalle operazioni in corso.
Locri Epizefiri fu famosa nell'antichità per la particolare usanza che conferiva validità alla discendenza per linea materna e per essere stata la prima città nel 660 a.C. a dotarsi di un codice di leggi scritte, attribuito al mitico legislatore Zaleuco che per ogni delitto prescriveva pene specifiche superando così la discrezionalità nelle sentenze dei giudici, spesso fonte di discordie sociali.
Il primo insediamento venne fondato nel luogo indicato dall'oracolo di Delfi, presso capo Zefirio (l'attuale capo Bruzzano), ma dopo alcuni anni i coloni - insoddisfatti della località occupata pur corrispondente all'indicazione dell'oracolo - si spostarono verso nord di circa venti chilometri, dove fondarono una nuova città alla quale diedero lo stesso nome del primo insediamento, probabilmente per sentirsi sempre sotto la protezione del dio Apollo.
I coloni si trasferirono sul colle Epopis, dove però trovarono insediate popolazioni indigene di Siculi, che sarebbero state scacciate dai locresi con uno stratagemma molto astuto: i coloni giurarono che fin quando avrebbero calcato la stessa terra e portato la testa sulle spalle sarebbero stati fedeli, ma a giuramento fatto essi si liberarono della terra messa in precedenza nei calzari e delle teste d'aglio, scacciando i Siculi dalla zona.
Nel corso di un secolo la polis di Locri Epizefiri estese la propria presenza dalla costa ionica al versante tirrenico dell'attuale Calabria, probabilmente per tenere lontana la minaccia di un'espansione della nemica Kroton (Crotone); così i locresi fondarono tra il 650 a.C. ed il 600 a.C. le due colonie di Medma (oggi Rosarno) e di Hipponion (oggi Vibo Valentia), probabilmente su preesistenti centri abitati, ed occuparono Metauros (oggi Gioia Tauro), centro già fondato come propria colonia da Zancle (Messina) o Rhegion (Reggio Calabria).

### Alleanza con Reggio

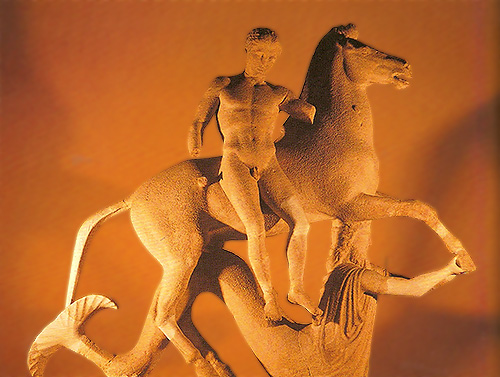
Una delle statue dei Dioscuri esposte al museo di Reggio.

Verso il 560 a.C.-550 a.C. Locri Epizefiri fu alleata di Reggio nella vittoriosa battaglia avvenuta al fiume Sagra che fermò la volontà espansionistica verso sud di Crotone.
Secondo la leggenda, i 15 000 uomini dell'alleanza locrese-reggina sbaragliarono ben 130 000 crotoniati, e Zeus avrebbe sorvolato la battaglia sotto forma di aquila, mentre i suoi figli (i Dioscuri) sarebbero apparsi a cavallo prendendovi parte.
In seguito a tale vittoria nelle due poleis italiote di Reggio e Locri Epizefiri iniziò ad essere praticato il culto dei Dioscuri; in particolare presso gli scavi del tempio ionico di "Marasà" a Locri Epizefiri sono state rinvenute due statue, gli acroteri in marmo, che potrebbero raffigurare i gemelli figli di Zeus (oggi custodite a Reggio presso il Museo nazionale della Magna Grecia).
L'esito della battaglia della Sagra confermò Locri Epizefiri come una nuova potenza della Magna Grecia.
Successivamente, con il crescere della potenza di Reggio governata dal tiranno Anassila, Locri Epizefiri dovette respingere l'egemonia della città dello stretto, ricorrendo all'aiuto di Siracusa.

### Alleanza con Siracusa
Dal V secolo a.C. Locri Epizefiri stabilì alleanze con la Siracusa dei Dinomenidi prima e di Dionisio I e del figlio Dionisio II poi, entrando così nell'orbita dei tiranni della polis siceliota. Erodoto riporta di un arrivo nel 493 a.C. di profughi samii a Locri. Nel 477 a.C. Anassila di Reggio durante la sua campagna espansionistica attaccò Locri, che si rivolse al tiranno Ierone di Siracusa. Successivamente, quando Atene organizzò la spedizione in Sicilia, Locri Epizefiri si schierò dalla parte di Siracusa nella sua personale guerra contro Reggio (alleata di Atene).
L'alleanza tra Locri e Siracusa venne ulteriormente rafforzata dal matrimonio tra Dionigi e la locrese Doride. Quando nel 389 a.C. il tiranno siracusano sconfisse la Lega Italiota, donò a Locri Epizefiri le terre di Kaulonia (presso Monasterace marina e di Scolacium (nei pressi di Squillace), che delimitavano il confine nord con Crotone, mentre a sud il confine con Reggio era delimitato dal fiume Halex (presso Palizzi). Il IV secolo a.C. fu per Locri Epizefiri un periodo di grande splendore artistico, economico e, soprattutto, culturale. In particolare, di questo periodo storico, vanno ricordate le figure della poetessa Nosside e dei filosofi Echecrate, Timeo ed Acrione fondatori di una fiorente scuola pitagorica (introdotto a Locri all'epoca di Dionisio I): lo stesso Platone, secondo quanto attesta Cicerone, si sarebbe recato di persona a Locri per apprenderne i fondamenti.
Dopo la morte di Dionigi I, Locri Epizefiri ospitò fra le proprie mura Dionigi II il quale, esiliato da Siracusa, instaurò tra il 357 e il 347 a.C. la tirannide nella polis italiota. Ma la sua politica contro gli aristocratici locali mirava solo al ritorno in patria e dunque, una volta che ebbe svuotate le casse della cittadina calabra, il popolo insorse uccidendo tutta la sua famiglia e cacciandolo ancora.
Venne dunque instaurata la democrazia.

### Conquista romana
Nel 280 a.C. Locri Epizefiri si alleò con Pirro, re dell'Epiro, nella guerra tra Romani e Sanniti, sia per esigenza militare che per far fede a un'alleanza stabilita da tempo con Taranto.
Dopo qualche anno però i locresi passarono dalla parte dei Romani e Pirro nel 266 a.C. devastò la città e saccheggiò il tempio di Persefone.
Nella seconda guerra punica Locri si schierò con Annibale e fu conquistata dai Romani nel 205 a.C..
In seguito la città declinò e nell'VIII secolo fu abbandonata dagli abitanti che si ritirarono nell'entroterra.

## Cicale di Locri e di Reggio
La storia di Eunomo nasconde un motivo che nel corso del tempo, a più riprese, riaffiora nella tradizione leggendaria di Locri e si collega alle contese territoriali tra Locri e Reggio.
Diodoro Siculo tramanda un episodio accaduto ad Eracle durante la sua sosta sul fiume Halex, al confine tra Rhegion e Locri. Mentre riposava per la fatica del viaggio, l'eroe molestato dalle cicale pregò gli dei di fare sparire quelle che lo disturbavano. Accadde allora che queste scomparvero non solo in quel momento, ma anche nel tempo a venire.
Secondo una versione più antica della leggenda che riguarda le cicale sul fiume Halex (forse l'odierna fiumara Galati), quelle che dimoravano sulla sponda locrese erano canore, mentre quelle sulla sponda rhegina quasi mute.
Già Timeo era a conoscenza di tale storia e, a suo parere, alludeva a una contesa poetica tra Aristone di Reghion ed Eunomo di Locri, vinta peraltro da quest'ultimo. Eliano parla di una controversia tra gli abitanti di Reghion e quelli di Locri a proposito del diritto di transitare o lavorare i campi appartenenti al territorio di confine. A questa leggenda potrebbe riferirsi quanto riporta Aristotele che dice di rifarsi a Stesicoro circa un proverbio, noto ai locresi, che raccomandava di temere il canto delle cavallette, volendo alludere con questo al pericolo di un'invasione dei Reghini. Va ricordato che la notizia del silenzio delle cicale reggine, che si contrapponeva al canto di quelle di Locri, compare pure in Plinio.
Strabone dà una spiegazione del fenomeno in termini razionalistici sostenendo che, siccome le cicale locresi si trovavano al sole, le loro membrane potevano asciugarsi dalla rugiada e quindi permettere il canto, mentre quelle reggine, poste in una zona d'ombra, avevano sempre le membrane umide.

## Archeologia

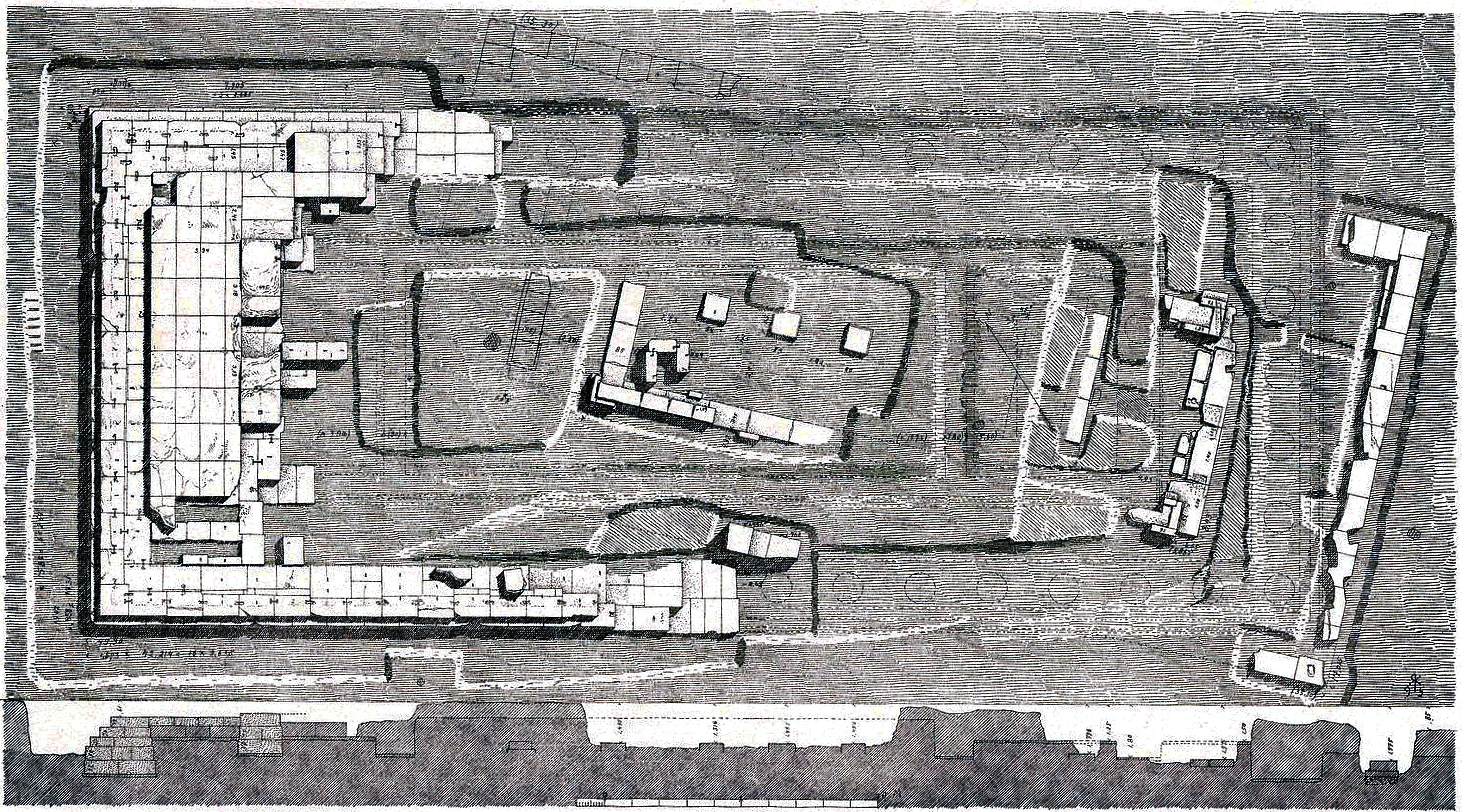
Pianta del tempio ionico.

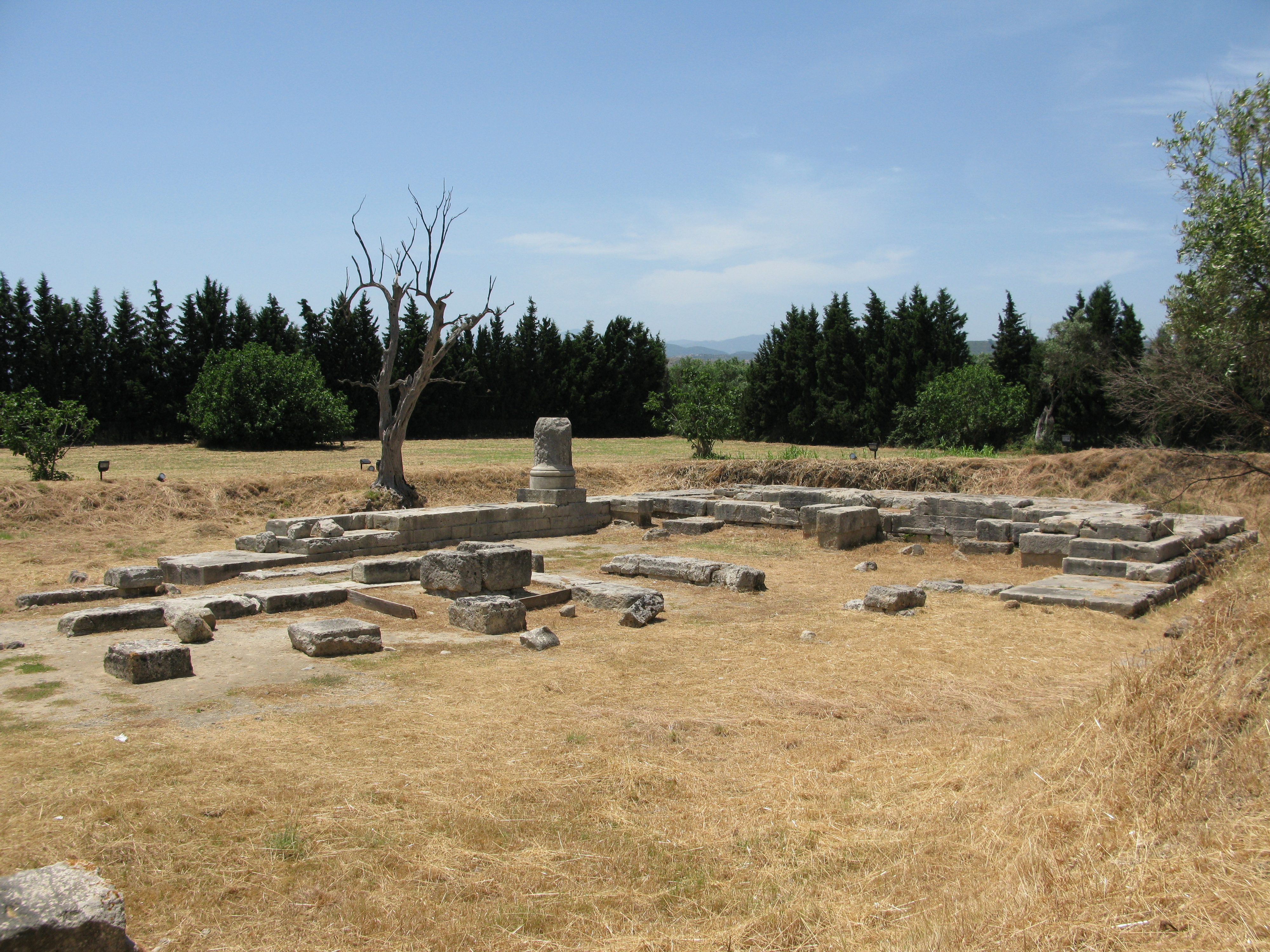
Resti del tempio ionico.

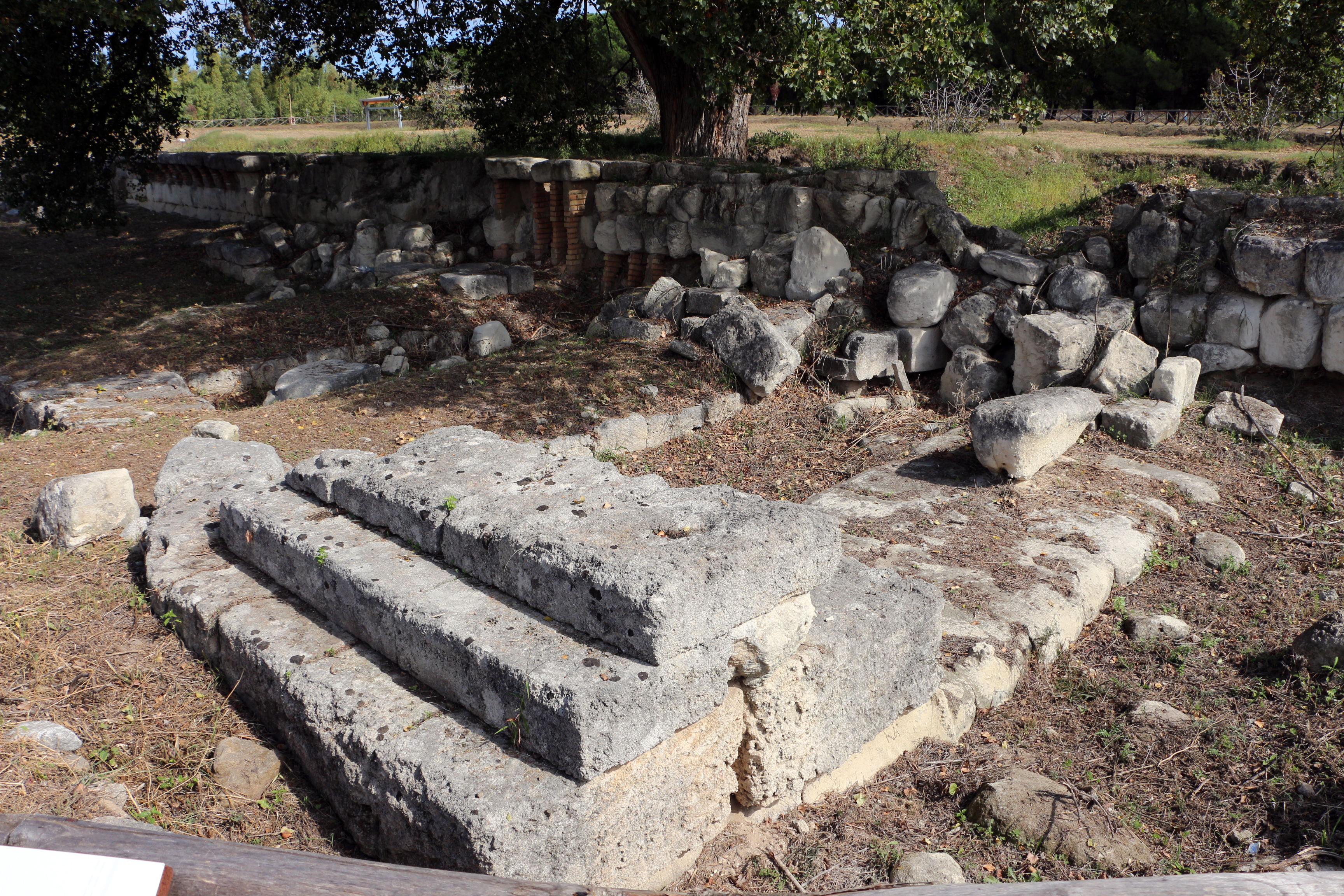
Resti della porta del Propileo.

La zona archeologica dell'antica Locri Epizefiri si trova nel comune di Portigliola, circa 3 km a sud dell'attuale centro abitato del comune di Locri, si estende nel territorio pianeggiante compreso tra la fiumara Portigliola, la fiumara Gerace, le basse colline di Castellace, Abbadessa e Manella, e il mare.
Il fatto che tale area si trovi a distanza dagli odierni centri abitati ha preservato quasi integralmente la città antica: tuttavia, nel corso dei secoli, sono state usate pietre prelevate nell'area per edificare nuove case nei dintorni.
Gli scavi archeologici portati avanti da Paolo Orsi (tra il 1908 ed il 1912), da Paolo Enrico Arias (tra il 1940 ed il 1941) e da Giulio Jacopi (nel 1951), hanno rivelato che l'abitato, organizzato con un impianto urbanistico regolare, è attraversato da una grande arteria che ancora oggi conserva il nome greco di "dromo".
La città antica, che era difesa da una cinta muraria di 7 km, in molti tratti ancora visibile. All'esterno delle mura si estendono le necropoli, mentre la maggior parte delle aree sacre sono disposte in prossimità della cinta. I santuari all'interno delle mura sono dotati di edifici templari monumentali e risalgono al periodo arcaico, mentre quelli situati immediatamente all'esterno presentano un aspetto meno monumentale, pur essendovi state rinvenute abbondanti offerte votive.
Tra i monumenti ancora oggi visibili c'è il teatro, risalente al IV secolo a.C. con rifacimenti in età romana: è l'unico edificio pubblico non sacro riportato alla luce a Locri. Si tratta di una costruzione realizzata sfruttando una conca naturale situata ai piedi dell'altura di Casa Marafioti. Rimangono, oltre alle fondazioni dell'edificio scenico, parte dei gradoni in arenaria della cavea, che potevano accogliere circa 4 500 spettatori. In età romana imperiale l'edificio fu trasformato eliminando le file più basse delle gradinate e costruendo un alto muro semicircolare in blocchi di calcare, in modo da proteggere gli spettatori durante le lotte tra gladiatori o tra uomini e animali.
Per quel che concerne il periodo arcaico va menzionato il santuario di Zeus che nel corso del tempo ebbe un'articolazione sempre più ricca. In base alla scoperta a metà altezza della collina della Mannella di un deposito di iscrizioni, così importante per la più tarda amministrazione della città, si è congetturata la presenza dell'agorà ai suoi piedi.
E sempre all'interno della cinta di mura sulla collina della Mannella fu apprestato, con ogni probabilità nel VI secolo a.C., un luogo di culto per un'altra divinità olimpica, Atena.
Altri luoghi di culto, sorti a mano a mano fuori dalla cinta muraria, come il santuario delle ninfe in Contrada Caruso o quello di Demetra in Contrada Paparezza (cf. infra), oltre a diverse installazioni domestiche vanno a completare e arricchire il quadro di una colonia, dove dalla molteplicità di costumanze religiose ben trapela anche la differenziazione della cultura cittadina.
L'area sacra di Afrodite si trova nei pressi dell'abitato di Centocamere, situato vicino alla costa, ed è un complesso formato da un tempietto, da una serie di ambienti con portico a "U" e da un cortile centrale; la sua costruzione, avvenuta in due tempi, è da collocarsi tra la fine del VII e la metà del VI secolo a.C., mentre il suo utilizzo si è protratto fino alla metà del IV secolo a.C. In località Marasà sud, immediatamente all'esterno delle mura, e a contatto con l'area delimitata dalla stoa ad U sorgono un sacello tardo arcaico (databile tra il 500 e il 480 a.C.) dedicato senza dubbio ad Afrodite e la cosiddetta casa dei leoni, dove avevano luogo celebrazioni private delle Adonie, improntate allo "stile" di culto ateniese, tenute da tiasi femminili.
La necropoli locrese più nota è quella di Lucifero, dove sono state rinvenute circa 1 700 tombe databili tra il VII e il II secolo a.C. e spesso segnalate da vasi di grandi dimensioni, di buona fattura e pregio, opera di ceramografi ateniesi di fama, oppure da "arule", piccoli altari in terracotta decorati con immagini del mondo dell'oltretomba.
Uno dei templi interni alla cinta muraria è il Tempio ionico di Marasà, una costruzione databile attorno al VI-V secolo a.C.
Tra i maggiori rinvenimenti statuari vi è il gruppo marmoreo dei Dioscuri a cavallo, esposto nel Museo nazionale della Magna Grecia di Reggio Calabria. Si tratta di una imponente scultura raffigurante un Dioscuro che scende da un cavallo impennato sorretto da un tritone con la barba, il busto umano coperto da un panno e il resto del corpo con sembianze di pesce. Nello stesso Museo, oltre ai numerosi reperti provenienti dagli scavi effettuati nella zona dell'antica colonia greca, sono esposte alcune antefisse a testa di sileno, che forse coronavano a scopo decorativo la scena del Teatro. Nella cella tesauraria del santuario della Mannella dedicato a Kore-Persefone sono state trovate numerose tavolette fittili (Pinakes), scolpite con la tecnica del bassorilievo e diverse decorazione in mosaico, raffiguranti scene mitologiche, risalenti per la maggior parte alla prima metà del V secolo a.C. Alcune fanno riferimento alla pratica della prostituzione sacra delle vergini, in uso presso la società locrese. Questo tempio era inoltre di piccole dimensioni, per questo si pensava che fosse un luogo di culto privato. Nonostante le sue limitate dimensioni erano presenti anche scuole e biblioteche, per l’apprendimento dei giovani. Un particolare che differenzia questo tempio dagli altri, dedicati a Persefone, era che per gli abitanti di questa città la dea simboleggiava saggezza e conoscenza, il tempio era luogo dove i devoti potevano cercare la sua guida.
Secondo molti studiosi, il celebre Trono Ludovisi proviene proprio dal tempio ionico di Afrodite di contrada Marasà dell'antica polis. Del resto un frammento di pínax, quadretto votivo in terracotta del 470-60 a. C.circa rinvenuto nel tempio di Persefone in contrada Mannella presso Locri e attualmente nel Museo della Magna Grecia a Reggio Calabria, mostra parte di una figura femminile pressoché identica a una delle due donne rappresentate sui lati del Trono Ludovisi.
Secondo l'archeologa Margherita Guarducci, il Trono costituiva il parapetto del bothros; ipotesi avvalorata dal fatto che le dimensioni della scultura combaciano al centimetro con i tre lastroni di pietra superstiti, del rivestimento del bothros, ancora visibili nell'area archeologica del Tempio di contrada Marasà.

### Necropoli
I banchetti erano molto diffusi e frequentati dagli uomini. Le donne partecipavano solo in veste di cortigiane o schiave. Per bere si usavano dei vasi e delle coppe (kylikes) oppure delle tazze (skyphoi).
Locri è insieme alla città di Sparta una delle pochissime città greche in cui le donne partecipavano alle gare atletiche. Gli atleti usavano uno strumento ricurvo in metallo (strigile) per pulirsi dal sudore e dagli unguenti ed oli profumati alla fine delle gare.
In alcuni corredi per bambini si trovano delle bamboline in terracotta con arti snodabili, palline di bronzo e terracotta ed oggetti in miniatura, come ad esempio delle piccole lampade.
In cucina venivano usati vasellami a vernice nera (coppe per bere, piatti e coppette). Venivano inoltre usati dei contenitori per cibi cotti e crudi e per i liquidi. Soltanto i più ricchi potevano permettersi vasi in vetro o metallo. 
Per la conservazione o trasporto di vino, olio, olive e salse venivano usate delle anfore.
Il sostentamento della popolazione era basato su cereali e legumi, sulla caccia alle lepri, cervi e cinghiali. Veniva praticata anche la pesca con lenza e reti. Nel museo sono visibili degli ami da pesca.
I latticini erano forniti da capre, montoni e suini. Infine la frutta era composta da mele, melograni, fichi, mandorle, uva e miele.
All'esterno della città vi sono diverse necropoli, presso le contrade Monaci, Russo, Faraone, Lucifero, dove sono state ritrovate oltre 1 700 tombe.
La Necropoli di contrada Lucifero, in uso dall'VIII secolo a.C. al III secolo a.C. comprende tombe di tre tipi: tomba a fossa, tomba alla cappuccina e tomba a semibotte.
Vi sono stati trovati oggetti di valore e pregiati, importati dalla Grecia o dalla Magna Grecia (IV secolo a.C.), tra cui vasi, specchi, ornamenti di bronzo e monili in metallo prezioso.
Gli oggetti da toletta per donna erano per la cosmesi personale (pissidi e lekànai, dal greco λεκάνη, vassoio).
Nella necropoli di Lucifero sono stati trovati specchi in bronzo (prodotti da artigiani locali), e fibule (spille di bronzo per abiti, prodotti locali del VI e V secolo a.C.).
In tutte le tombe sono state trovate delle lekythoi, al sing. lekythos, ovvero vasi per contenere oli profumati per toeletta, usati anche dagli atleti prima degli esercizi sportivi e per i rituali funebri.
Gli specchi, produzione tipica locrese, esportati in Magna Grecia ed in Sicilia, erano fabbricati in bronzo con manici a figura maschile o femminile.
La Necropoli di contrada Parapezza, a sud-ovest di Lucifero, comprende oltre 200 tombe. Fu usata intensamente in età arcaica (VI secolo a.C.) e in età ellenistica (III e II secolo a.C.).
In una tomba ad inumazione sono stati trovati piccoli contenitori importati da Corinto, dall'oriente greco (Asia Minore) e dall'Attica.
Nel VI secolo a.C. erano usati grandi contenitori di ceramica (anfore per il trasporto del vino e dell'olio), molte delle quali erano state importate da Corinto o da Atene. Vi sono inoltre delle anfore importate dalla Laconia; questo tipo di ceramiche fu prodotto nel VII e VI secolo a.C. La ceramica laconica, diffusa in tutto il Mediterraneo, veniva fabbricata usando un'argilla rosata, coperta da ingubbiatura giallina, sulla quale si dipingevano figure in nero.
Sono state ritrovate delle hydriai, vasi a tre anse per attingere e trasportare acqua. I vasi più grossi venivano usati per contenere i corpi senza vita di piccoli bambini. Altri vasi venivano usati per le ceneri dei defunti.
I giardini di Adone (IV secolo a.C.) erano realizzati nelle anfore da trasporto, opportunamente spezzate e capovolte. Venivano coltivati finocchi e lattughe, innaffiati con acqua calda per accelerarne la crescita.
La Necropoli di contrada Faraone è posizionata nel nord-est dell'area urbana. Durante gli scavi è stato trovato un piccolo frontone in calcare con fregi dorici (frontone del naiskos), datato tra il IV e III secolo a.C.

### Templi
Nel santuario della Mannella sono stati trovati molti pinakes: quadretti in terracotta decorati con scene a rilievo policrome. I pinakes (ex voto) illustrano aspetti del mito e del culto di Persephone. Sono stati realizzati nella metà del secolo V a.C. I pinakes sono di forma rettangolare o quasi quadrata, ed hanno una dimensione massima di 30 cm di lato. Questi quadretti avevano dei fori, utilizzabili per appenderli.
Il soggetto raffigurato più frequentemente è il rapimento di Kore. Kore è la figlia di Demetra, che diventa Persefone (regina degli inferi) e sposa di Ade (dio dell'oltretomba). Secondo Helmut Prueckner, Afrodite è la dea più venerata a Locri nel V secolo a.C. Altre divinità venerate sono Ermes e Dioniso.
Il celebre Santuario di Persefone situato a mezza costa del colle della Mannella è stato definito da Diodoro Siculo come "il più famoso tra i santuari dell'Italia meridionale" (ma escludeva la Sicilia). Non è ancora stato compreso quale culto si praticasse in questo santuario, ma sembra si tratti delle divinità dell'oltretomba, principalmente Persefone. Le ricchezze del Persephoneion locrese furono depredate da Dionisio II (360 a.C.), Pirro (276 a.C.) e dal comandante romano Pleminio luogotenente di Scipione dopo la cacciata da Locri Epizefiri durante la seconda guerra punica (205 a.C.). Gli oggetti votivi rinvenuti nel complesso architettonico (terrecotte figurate, frammenti di vasi, arule, pinakes, specchi e iscrizioni con dedica alla dea) si datano tra il VII e il II secolo a.C.
Riguardo al Tempio Ionico in contrada Marasà si sa che nella prima metà del V secolo a.C. i locresi abbatterono il tempio arcaico e lo sostituirono con uno più grande in stile ionico in calcare. Orsi pensa che il tempio sia stato importato da Siracusa.
Il tempio di Marasà fu realizzato da architetti e maestranze siracusane operanti a Locri Epizefiri nel 470 a.C. su iniziativa del tiranno Ierone di Siracusa (alleato e protettore dei locresi). Il nuovo tempio ha la stessa ubicazione ma è orientato diversamente.
Il tempio è stato distrutto nel XIX secolo ed i ruderi mostrano oggi un solo rostro di colonna.
La dimensione del tempio era di 45,5 m per 19,8 m. La cella, libera da sostegni sull'asse centrale, era preceduta da un pronaos (vestibolo) con due colonne fra le ante, che si ripetevano anche fra le ante dell'opistodomo, il vano retrostante la cella, non comunicante con questo. Nello spessore dei muri tra pronaos e cella erano inserite le scale di servizio, per accedere al tetto, come in alcuni templi agrigentini.
Al centro della cella tre grandi lastre di calcare, infisse verticalmente nel terreno, rivestivano un bothros (fossa sotto il livello del pavimento), che doveva essere di notevole importanza per il culto.
Il tempio aveva 17 colonne ioniche sui lati lunghi, e 6 colonne sulla fronte. Le colonne dovevano essere di circa 12 m di altezza, con base a capitello ionico a volute. L'epistilio (blocchi sulle colonne) con architrave a tre fasce e dentelli in sostituzione del fregio, non era molto sviluppato in altezza, così come i frontoni dall'inclinazione assai poco accentuata.
Questo tempio era molto più alto dei templi dorici (rapporto altezza e larghezza 1:1), ed è uno dei pochi templi ionici della Magna Grecia.
Da un esame preliminare risulta che a Locri Epizefiri vi fosse un Tesmophorion, un Iatreion di Demetra (Grotta Caruso), e un Persephoneion che apparentemente veniva adibito a Telesterion per i Misteri "Eleusini".
La connessione di Locri con il culto occidentale di Afrodite e Adone è stata evidenziata dall'analisi di Torelli che ha identificato il bothos del tempio di Marasà con la cassa-tomba del giovane dio. Si tenga conto che nella stoà ad U sono stati rinvenuti 356 bothroi con resti di pasti, evidentemente destinati alla celebrazione di banchetti sacri. La casa dei leoni che sorge in zona limitrofa a questo complesso è un luogo destinato all'omaggio rituale privato nei confronti di Adone. Di questo culto locrese ci dà notizia anche la poetessa Nosside, che forse faceva parte di uno dei thiasi femminili che onoravano il dio.

### Teatro
Identificato nel XX secolo da P. E. Arias, il teatro greco di contrada Pirettina sfrutta una concavità naturale ai piedi del pianoro Cusemi ed è stato scavato tagliando i gradini nell'arenaria tenerissima. La prima fase del teatro risale alla metà del IV secolo a.C.
L'edificio conteneva fino a 4 500 spettatori. Dalla cavea (koilon) costituita da gradoni tagliati in parte nella roccia ed in parte sistemati con lastre della stessa arenaria, si godeva un notevole panorama della città e del mare.
La gradinata era divisa in sette cunei (kerkìs, in greco κερκίς) mediante 6 scalette (climax, in greco κλῖμαξ). Una partizione orizzontale (diazoma) separava le gradinate da altre (epitheatron) oggi rovinate. Si pensa che il teatro servisse anche per riunioni politiche.